# Paragraafsymbool
Een paragraafsymbool (§) wordt in de typografie gebruikt bij de aanduiding van een paragraaf. Het paragraafsymbool wordt vooraan de titel van de paragraaf gezet met meestal een hiërarchisch paragraafnummer, dat bestaat uit het hoofdstuknummer, een punt en het nummer van de paragraaf binnen het hoofdstuk. Bijvoorbeeld: § 2.1 Wat is Wikipedia?. Een paragraaf kan bestaan uit één of meerdere alinea's.
De code voor het paragraafsymbool in de Unicode-standaard is U+00A7. De Alt-codes in Microsoft Windows zijn Alt+0167 en Alt+21. Op Nederlandse QWERTY-toetsenborden kun je ook ⇧ Shift+Ctrl+Alt+S of AltGr+⇧ Shift+S gebruiken; Belgische AZERTY-klavieren hebben een toets voor het paragraafsymbool. 
Voor Apple MacOS is de toetscombinatie ⌥ Opt+6.
Voor Linux is de toetsencombinatie compose+o+s of compose+s+o.